# Won in a Closet
Won in a Closet (titulada Won in a Cupboard para la Mancomunidad Británica de Naciones) es una película de comedia de un carrete en blanco y negro de 1914, siendo notable por ser la primera película dirigida por Mabel Normand. Con esta película, Normand es la tercera directora de cine de la historia de Estados Unidos, luego de Alice Guy y Lois Weber.

## Sinopsis
Mientras el aguacil coquetea con una mujer vecina, su joven hija, Mabel, es pretendida por dos hombres, pero a ella ninguno de los dos les atrae. Sin embargo, se enamora de un joven en el bosque, siendo ese amor correspondido por él. Enfurecidos, los dos pretendientes empiezan a molestar y pelear con la pareja, siendo golpeado de por medio el aguacil, que, enojado, manda a su hija a casa y al enamorado a la suya, que resulta ser el hijo de la mujer con la que coqueteaba. Al escaparse ellos, se encuentran frente a la casa del joven, y ambos padres se esconden en el armario, para no ser vistos. Esto conlleva a que, primero, la pareja los intente sacar, creyendo que es un vagabundo, y, al no poder, ya que los dos padres deciden se resisten a ser vistos para evitar un escándalo, terminan llamando a todo el pueblo, buscando sacar a quien se encuentre en el armario.

## Reparto
- Mabel Normand como Mabel;
- Charles Inslee como el padre de Mabel, el alguacil;
- Charles Avery como el enamorado de Mabel;
- Alice Davenport como la madre del enamorado;
- Nick Cogley;
- Frank Cooley;
- William Hauber;
- Hank Mann como un pretendiente rival (sin acreditar);
- Rube Miller como un pretendiente rival (sin acreditar);
- Al St. John como un peón (sin acreditar).

## Estado de conservación
La película, que antes se pensaba que era una película perdida, fue descubierta en 2010 en la New Zealand Film Archive de Nueva Zelanda, donde se la conocía como Won in a Cupboard. Hay algunas imágenes faltantes y la descomposición del nitrato demuestra que fue redescubierta en el último momento. Es la primera película que se conserva dirigida por Mabel Normand, ya que la primera, Mabel's Stormy Love Affair, estrenada dos semanas antes, permanece perdida, al igual que la tercera, Mabel's Bear Escape, estrenada una semana después.
Luego, le fue agregado descripción de audio, a cargo de Mary Hanks y Sight Into Sound; y música por parte de Michael Mortilla.